# División de Honor 2001-2002 (calcio a 5)
La División de Honor 2001-2002 è stata la 13ª edizione del massimo torneo di calcio a 5 spagnolo. Organizzata dalla Liga Nacional de Fútbol Sala, la stagione regolare è iniziata il 15 settembre 2001 e si è conclusa il 4 maggio 2002, prolungandosi fino al 22 giugno con la disputa dei play-off.

## Stagione regolare

### Classifica
|  | Pos. | Squadra             | Pt | G  | V  | N  | P  | GF  | GS  | DR  |
|  | ---- | ------------------- | -- | -- | -- | -- | -- | --- | --- | --- |
|  | 1.   | ElPozo Murcia       | 77 | 30 | 25 | 2  | 3  | 169 | 104 | +65 |
|  | 2.   | Playas de Castellón | 68 | 30 | 21 | 5  | 4  | 162 | 95  | +67 |
|  | 3.   | Martorell           | 67 | 30 | 20 | 7  | 3  | 149 | 96  | +53 |
|  | 4.   | Interviú            | 51 | 30 | 15 | 6  | 9  | 109 | 76  | +33 |
|  | 5.   | Xota                | 45 | 30 | 13 | 6  | 11 | 112 | 115 | -3  |
|  | 6.   | Valencia            | 44 | 30 | 12 | 8  | 10 | 129 | 119 | +10 |
|  | 7.   | Segovia             | 43 | 30 | 13 | 4  | 13 | 132 | 128 | +4  |
|  | 8.   | Atlético Boadilla   | 37 | 30 | 11 | 4  | 15 | 110 | 138 | -28 |
|  | 9.   | Cartagena           | 36 | 30 | 10 | 6  | 14 | 118 | 128 | -10 |
|  | 10.  | Santa Coloma        | 34 | 30 | 9  | 7  | 14 | 115 | 140 | -25 |
|  | 11.  | Carnicer Torrejón   | 34 | 30 | 9  | 7  | 14 | 106 | 127 | -21 |
|  | 12.  | Barcellona          | 33 | 30 | 11 | 0  | 19 | 108 | 135 | -27 |
|  | 13.  | Móstoles            | 31 | 30 | 7  | 10 | 13 | 112 | 124 | -12 |
|  | 14.  | O Parrulo           | 27 | 30 | 8  | 3  | 19 | 84  | 125 | -41 |
|  | 15.  | Ourense             | 26 | 30 | 8  | 2  | 20 | 104 | 126 | -22 |
|  | 16.  | Andorra             | 26 | 30 | 7  | 5  | 18 | 95  | 138 | -43 |

### Verdetti
- Interviú campione di Spagna 2001-02 e qualificato alla Coppa UEFA 2002-2003.
- Andorra e Ourense retrocessi in División de Plata 2002-03.

## Play-off
I play-off valevoli per il titolo nazionale si sono svolti tra l'11 maggio e il 22 giugno 2002. Il regolamento prevede che quarti di finale e semifinali si giochino al meglio delle tre gare mentre la finale al meglio delle cinque.

### Tabellone
|  | Quarti di finale | Quarti di finale    | Quarti di finale | Quarti di finale | Quarti di finale |   |                   | Semifinali | Semifinali | Semifinali | Semifinali | Semifinali |  |  | Finale | Finale    | Finale | Finale | Finale | Finale | Finale |
|  |                  |                     |                  |                  |                  |   |                   |            |            |            |            |            |  |  |        |           |        |        |        |        |        |
|  | 7                | Segovia             | 4                | 5                | 5                |   |                   |            |            |            |            |            |  |  |        |           |        |        |        |        |        |
|  | 2                | Playas de Castellón | 5                | 4                | 3                |   |                   |            |            |            |            |            |  |  |        |           |        |        |        |        |        |
|  | 2                | Playas de Castellón | 5                | 4                | 3                |   | 7                 | Segovia    | 5          | 2          | 3          |            |  |  |        |           |        |        |        |        |        |
|  |                  |                     |                  |                  |                  |   | 7                 | Segovia    | 5          | 2          | 3          |            |  |  |        |           |        |        |        |        |        |
|  |                  | 3                   | Martorell        | 4                | 8                | 6 |                   |            |            |            |            |            |  |  |        |           |        |        |        |        |        |
|  | 6                | 3                   | Martorell        | 4                | 8                | 6 | Valencia          | 1          | 5          | 4          |            |            |  |  |        |           |        |        |        |        |        |
|  | 6                |                     |                  |                  |                  |   | Valencia          | 1          | 5          | 4          |            |            |  |  |        |           |        |        |        |        |        |
|  | 3                | Martorell           | 5                | 4                | 5                |   |                   |            |            |            |            |            |  |  |        |           |        |        |        |        |        |
|  |                  |                     |                  |                  |                  |   |                   |            |            |            |            |            |  |  | 3      | Martorell | 4      | 4      | 7      | 3      | –      |
|  |                  |                     | 4                | Interviú         | 5                | 5 | 3                 | 5          | –          |            |            |            |  |  |        |           |        |        |        |        |        |
|  | 5                | Xota                | 5 (2)            | 1                | 4                |   |                   |            |            |            |            |            |  |  |        |           |        |        |        |        |        |
|  | 4                | Interviú            | 5 (1)            | 5                | 9                |   |                   |            |            |            |            |            |  |  |        |           |        |        |        |        |        |
|  | 4                | Interviú            | 5 (1)            | 5                | 9                |   | 4                 | Interviú   | 6          | 7          | –          |            |  |  |        |           |        |        |        |        |        |
|  |                  |                     |                  |                  |                  |   | 4                 | Interviú   | 6          | 7          | –          |            |  |  |        |           |        |        |        |        |        |
|  |                  | 1                   | ElPozo Murcia    | 4                | 3                | – |                   |            |            |            |            |            |  |  |        |           |        |        |        |        |        |
|  | 8                | 1                   | ElPozo Murcia    | 4                | 3                | – | Atlético Boadilla | 3          | 4          | –          |            |            |  |  |        |           |        |        |        |        |        |
|  | 8                |                     |                  |                  |                  |   | Atlético Boadilla | 3          | 4          | –          |            |            |  |  |        |           |        |        |        |        |        |
|  | 1                | ElPozo Murcia       | 6                | 7                | –                |   |                   |            |            |            |            |            |  |  |        |           |        |        |        |        |        |

### Quarti di finale

#### Gara 1
| Arbitri: | Francisco Jesús Torres Francisco Martín |

|                          |           |                                                               |
| Daniel 5’, 29’, 32’, 38’ | Marcatori | 18’ J. Linares 25’ J. Rodríguez 27’, 28’ Cupim 31’ J. Sánchez |

| Arbitri: | Francisco Miguel Peña José Ignacio Peña |

|          |           |                                                              |
| Isco 10’ | Marcatori | 8’ Blanco 9’ Pedrinho 30’ A. Linares 32’ Redondo 38’ Salgado |

| Arbitri: | Jose Luís Buenache Marcelino Blázquez |

|                                   |           |                                            |
| Cogorro 13’ Merino 16’ Werner 24’ | Marcatori | 1’, 6’, 32’ Boned 8’, 39’ Zanetti 25’ Balo |

| Arbitri: | Francisco Rodríguez Juan José Beteta |

|                                                     |                      |                                                     |
| Afrânio 2’, 32’ Passarinho 9’, 18’ L. Fernández 35’ | Marcatori            | 3’, 22’ Orol 23’ Schumacher 34’ Marín 39’ Marquinho |
|                                                     | Tiri di rigore 2 – 1 |                                                     |

#### Gara 2
| Arbitri: | Manuel Cueto José Ignacio Peña |

|                                          |           |                                                    |
| J. Rodríguez 2’, 31’ J. Linares 13’, 14’ | Marcatori | 3’ Riquer 20’, 24’ C. Muñoz 32’ Daniel 36’ Serrano |

| Arbitri: | Francisco Rodríguez Jorge Igual |

|                                                                           |           |                                  |
| Zanetti 3’, 21’ Limones 15’, 33’ Boned 18’ Serrejón 28’ Paulo Roberto 32’ | Marcatori | 4’, 14’ Davichín 13’, 37’ Werner |

| Arbitri: | Roberto Gracia Francisco Javier Esteban |

|                                             |           |                                               |
| Sorato 12’, 39’ A. Linares 21’ Pedrinho 22’ | Marcatori | 2’ Josema 13’ Isco 20’ A. Silva 32’, 37’ Tete |

| Arbitri: | García Serrano Angel Camacho |

|                                                           |           |          |
| Marín 12’, 38’ Schumacher 13’ J. García 23’ Marquinho 24’ | Marcatori | 38’ Cazú |

#### Gara 3
| Arbitri: | Ramón José Blanco Marcelino Blázquez |

|                                             |           |                                               |
| Cupim 18’ J. Sánchez 23’ Vander Carioca 40’ | Marcatori | 7’, 24’ Anderson 33’ Aparicio 39’, 40’ Daniel |

| Torrejón de Ardoz 21 maggio 2002, ore --:-- CEST | Interviú                      | 9 – 4 | Xota | Pabellón Parque Corredor\| Arbitri: \| Blas Gómez Francisco Villegas \| |
| Arbitri:                                         | Blas Gómez Francisco Villegas |       |      |                                                                         |

| Arbitri: | Blas Gómez Francisco Villegas |

|                                              |           |                                        |
| Gay 8’ Blanco 10’ J. Sánchez 26’ PC 33’, 44’ | Marcatori | 15’ Tete 27’ Isco 31’ Josema 32’ Vidal |

### Semifinali

#### Gara 1
| Arbitri: | Roberto Gracia Francisco Javier Esteban |

|                                                          |           |                                          |
| Aparicio 2’, 28’ Crispi 24’ Serrano 29’ D. Fernández 38’ | Marcatori | 1’ PC 12’ J. Sánchez 37’, 40’ A. Linares |

| Arbitri: | Francisco Jesús Torres Francisco Martín |

|                                                               |           |                         |
| Marquinho 1’ Schumacher 2’, 13’ Cobeta 25’ Orol 31’ Serpa 32’ | Marcatori | 5’, 20’, 22’, 33’ Boned |

#### Gara 2
| Arbitri: | Vicente José Comes Jorge Igual |

|                                                                                   |           |                      |
| J. Sánchez 8’, 11’ Sorato 9’ De Martini 14’ A. Linares 33’, 40’ Pedrinho 34’, 34’ | Marcatori | 7’ Daniel 27’ Crispi |

| Arbitri: | Francisco Miguel Peña José Ignacio Peña |

|                                     |           |                                                                  |
| Serrejón 10’ Paulo Roberto 24’, 32’ | Marcatori | 11’, 24’ Marquinho 12’, 40’ Cobeta 15’, 38’ Serpa 35’ Schumacher |

#### Gara 3
| Arbitri: | Pedro Ángel Galán Fernando Gutierréz |

|                                                         |           |                             |
| J. Sánchez 7’, 16’ A. Linares 12’, 37’, 38’ Redondo 35’ | Marcatori | 14’ Daniel 15’, 25’ Serrano |

### Finale

#### Gara 1
| Arbitri: | Francisco Martín Francisco Jesús Torres |

|                                                          |           |                                          |
| Schumacher 2’, 25’ J. García 10’ Serpa 30’ Marquinho 33’ | Marcatori | 13’ Redondo 10’ Blanco 19’, 31’ Pedrinho |

#### Gara 2
| Arbitri: | Vicente José Comes Jorge Igual |

|                                                   |           |                                                         |
| Salgado 8’ J. Sánchez 25’ Sorato 29’ Pedrinho 31’ | Marcatori | 23’ Schumacher 32’, 45’ (gg) Cobeta 35’ Serpa 38’ Marín |

#### Gara 3
| Arbitri: | Juan José Beteta Francisco Rodríguez |

|                                                                                 |           |                                       |
| Pedrinho 4’ Salgado 15’ Blanco 21’ A. Linares 25’ Redondo 25’, 38’ M. Muñoz 29’ | Marcatori | 8’ Schumacher 11’ Serpa 29’ J. García |

#### Gara 4
| Arbitri: | Francisco Miguel Peña José Ignacio Peña |

|                                                                |           |                                    |
| Marquinho 17’, 19’ Marín 29’ Schumacher 31’ Redondo 36’ (aut.) | Marcatori | 12’ A. Linares 15’ Salgado 32’ Gay |

## Supercoppa di Spagna
La 12ª edizione della competizione ha opposto il Playas de Castellón, vincitore del campionato, all'Interviú, detentore della Coppa di Spagna. Il trofeo è stato assegnato tramite una gara unica disputata sul campo neutro di Ponferrada.
| Ponferrada 1º settembre 2001, ore --:--                                                                          | Playas de Castellón | 3 – 4 (d.t.s.) (1-2, 3-3) referto                | Interviú | Pabellón Municipal |
| Alemão 17’ J. Rodríguez 39’ Schumacher 40’ ( aut. ) Marcatori 3’ Ó. Jiménez 12’ Orol 37’ Marín 41’ ( gg ) Cobeta |                     |                                                  |          |                    |
| |                     |                                                  |          |                    |
| Alemão 17’ J. Rodríguez 39’ Schumacher 40’ (aut.)                                                                | Marcatori           | 3’ Ó. Jiménez 12’ Orol 37’ Marín 41’ (gg) Cobeta |          |                    |